# Herda (plaats)
Herda is een dorp in de Duitse gemeente Werra-Suhl-Tal in het Wartburgkreis in Thüringen.

## Geschiedenis
In 1994 wordt de tot dan zelfstandige gemeente toegevoegd aan de stad Berka/Werra. De vroegere gemeente omvatte ook de dorpen Hausbreitenbach en Kratzeroda.  Op 1 januari 2019 fuseerde de gemeente Berka/Werra met Dankmarshausen, Dippach en Großensee tot de gemeente Werra-Suhl-Tal.
Abteroda · Auenheim-Rienau · Berka/Werra · Dankmarshausen · Dippach · Fernbreitenbach · Gasteroda · Gospenroda · Großensee · Hausbreitenbach · Herda · Horschlitt · Kratzeroda · Vitzeroda · Wünschensuhl